# Ricardo Teixeira
Ricardo Teixeira (Carlos Chagas, 1947. június 20. –) 1989 és 2012 között a Brazil labdarúgó-szövetség elnöke, a 2014-es labdarúgó-világbajnokság főszervezője volt. Korábbi felesége João Havelange lánya volt.